# Plumpton (Kumbria)
Plumpton – wieś w Anglii, w Kumbrii. Leży 21 km na południowy wschód od miasta Carlisle i 400 km na północny zachód od Londynu.